# 이부키 고로

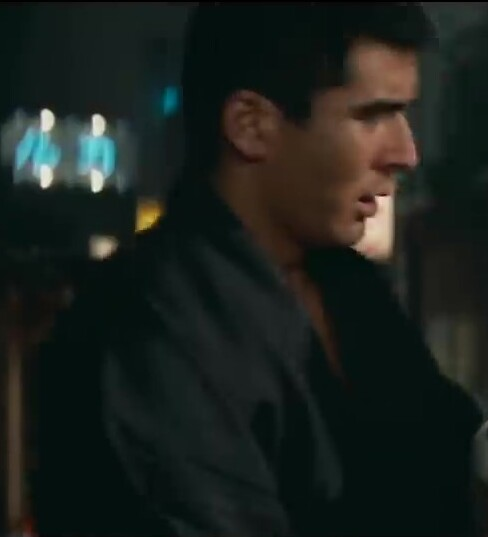

이부키 고로(일본어: 伊吹吾郎 いぶきごろう[*], 영어: Goro Ibuki, 1946년 1월 2일 ~ )는 일본의 배우이다. 니시군 출신이며 본명은 이부키 카츠토시(伊吹勝敏)이다.

## 방송
- 만마코토 ~마노스케 재정장부~
- 미토코몬 제28부
- 미토코몬 제27부
- 미토코몬 제26부
- 미토코몬 제25부

## 영화
- 만마코토~마노스케 재정장부~ (2015년)
- 두더지의 노래: 잠입탐정 레이지 (2013년)
- 천장전대 고세이저 vs. 신켄저: 에픽 온 은막 (2011년)
- 사무라이전대 신켄저 vs. 고온저: 은막 BANG!! (2010년)
- 사무라이전대 신켄저 (2009년)
- 가면 라이더 디케이드 - 시리즈 (2009년)
- 매직 아워 (2008년)
- 미토코몬 제28부 (2000년)
- 미토코몬 제27부 (1999년)
- 미토코몬 제26부 (1998년)
- 미토코몬 제25부 (1996년)
- 미토코몬 제24부 (1995년)
- 미토코몬 제23부 (1994년)
- 미토코몬 제22부 (1993년)
- 미토코몬 제21부 (1992년)
- 미토코몬 제20부 (1990년)
- 미토코몬 제19부 (1989년)
- 미토코몬 제18부 (1988년)
- 미토코몬 제17부 (1987년)
- 미토코몬 제16부 (1986년)
- 미토코몬 제15부 (1985년)
- 미토코몬 제14부 (1983년)
- 호쿠리쿠대리전쟁 (1977년)
- 의리없는 전쟁 5 - 완결편 (1974년)
- 의리없는 전쟁 (1973년)